# René Přibil
René Přibil (17. dubna 1946 Plzeň – 30. května 2017 Praha) byl český divadelní a filmový herec a režisér.

## Životopis
V roce 1969 vystudoval činoherní herectví na Janáčkově akademii múzických umění v Brně, postgraduálně později na téže škole absolvoval studium režie. Po absolutoriu získal v roce 1969 své první angažmá v plzeňském divadle. Hrál zde například Romea ve Shakespearově hře Romeo a Julie či Petruchia ve hře Zkrocení zlé ženy téhož autora. Následně působil tři roky v chebském Západočeském divadle, odkud roku 1976 přešel do Jihočeského divadla v Českých Budějovicích, kde vystoupil například v hlavní roli Hamleta ve stejnojmenné Shakespearově hře či v postavě Romea v Zeyerově dramatu Radůz a Mahulena. Od roku 1981 vystupoval opět v Plzni a od roku 1988 v pražském Národním divadle. Zdejší angažmá ukončil roku 1991 a opětovně se vrátil do Plzně, kde vydržel až do roku 1996. Toho roku změnil působiště a přešel do pražského Divadla pod Palmovkou.
Byl obsazován také do filmů a televizních seriálů. Hrál například ve filmech Jáchyme, hoď ho do stroje! (představoval v něm kovboje, který vyřkl větu „Slezte z toho lustru, Donalde, vidím vás!“), Kdo se bojí, utíká, Kolja nebo Prachy, prachy, prachy. Objevil se také v seriálech Rodinná pouta, Dobrodružství kriminalistiky či Četnické humoresky.
Vedle hraní také režíroval pro agenturu Sophia Art, pro niž nastudoval představení Skvrny na slunci (od Leopolda Laholy), Kozy aneb Kde je Sylvie (od Edwarda Albeeho) nebo Dva na kanapi, jejímž autorem je Marc Camoletti.